# Lu (okres Zhou)
Lu (chiń. upr. 鲁国; chiń. trad. 魯國; pinyin Lǔ Guó; Wade-Giles Lu Kuo) – państwo w dawnych Chinach. Założone w X w. p.n.e. w następstwie ekspansji zachodniej dynastii Zhou, zajmowało środkową i południowo-zachodnią część dzisiejszej prowincji Shandong. 
Książęta Lu używali nazwiska Ji i pochodzili z bocznej linii królewskiej Zhou. Stolica znajdowała się w Qufu, co potwierdzają znaleziska archeologiczne, datowane na zachodnią dynastię Zhou (brązy i fragmenty murów miejskich). Choć nieduże, było wysoko rozwinięte cywilizacyjnie i uważane za jedno z centralnych państw chińskich (w odróżnieniu od „półbarbarzyńskich”, takich jak Qin czy Chu). Przykładem może być odstąpienie od karania szamanów, jeśli ich modły nie przynosiły efektu, i rozwijanie technik irygacyjnych. Według Sima Qiana Lu przechowywało tradycje Zhou, przez co jego mieszkańcy mieli tendencję do formalizmu i rytuału, byli pracowici i ortodoksyjni; państwo, choć małe, było ludne, a jednym ze źródeł bogactwa była hodowla jedwabników. Sima Qian (jako konfucjanista) krytykował wszakże zaangażowanie w handel i dążenie do zysku, powszechne w schyłkowym okresie państwa.
W VII wieku p.n.e., dzięki taktyce generała Cao Gui, zdołało powstrzymać inwazję Qi w bitwie pod Changshao (684 p.n.e.), ale w okresie Walczących Królestw nie mając możliwości ekspansji zostało zredukowane do roli bufora między silniejszymi sąsiadami. Dążenie do unifikacji wzięło górę nad (słabnącymi) tradycjami i ostatecznie zajęło je Chu w 256 p.n.e.
Z Lu związane są jedne z najważniejszych postaci i dzieł cywilizacji chińskiej. W Qufu urodził się i zmarł Konfucjusz, któremu m.in. przypisuje się redakcję kroniki tego państwa, Kroniki wiosen i jesieni, która dała nazwę całemu okresowi historycznemu i jest jednym z pięciu najważniejszych klasyków chińskich. Także w Lu powstały Przekazy Zuo. Drugi najsławniejszy konfucjanista, Mencjusz, też pochodził z okolic Qufu, choć z sąsiedniego państwa Zou.
Obecnie Lu to alternatywna, skrótowa nazwa Shandongu.